# Ebrahim Al-Cattan
Ebrahim Al-Cattan (født 20. august 1963) er en kuwaitisk fægter som deltog i de olympiske lege 1980 i holdkonkurrencen i kårde for mænd.